# Drosophila reschae
Drosophila reschae är en tvåvingeart som beskrevs av Elmo Hardy och Kenneth Y. Kaneshiro 1975. Drosophila reschae ingår i släktet Drosophila och familjen daggflugor.
Artens utbredningsområde är Hawaii.